# Княжа (Татарстан)
Княжа — деревня в Пестречинском районе Татарстана. Входит в состав Татарско-Ходяшевского сельского поселения.

## География
Находится в северо-западной части Татарстана на расстоянии приблизительно 10 км на северо-восток по прямой от районного центра села Пестрецы у речки Нурминка.

## История
Известна с 1565—1567 годов как деревня Мемер.

## Население
Постоянных жителей было: в 1859—320, в 1897—432, в 1908—400, в 1920—387, в 1926—413, в 1949—267, в 1958—266, в 1970—301, в 1979—289, в 1989—272, в 2002—196 (русские 71 %, татары 29 %), 157 в 2010.